# Blue1

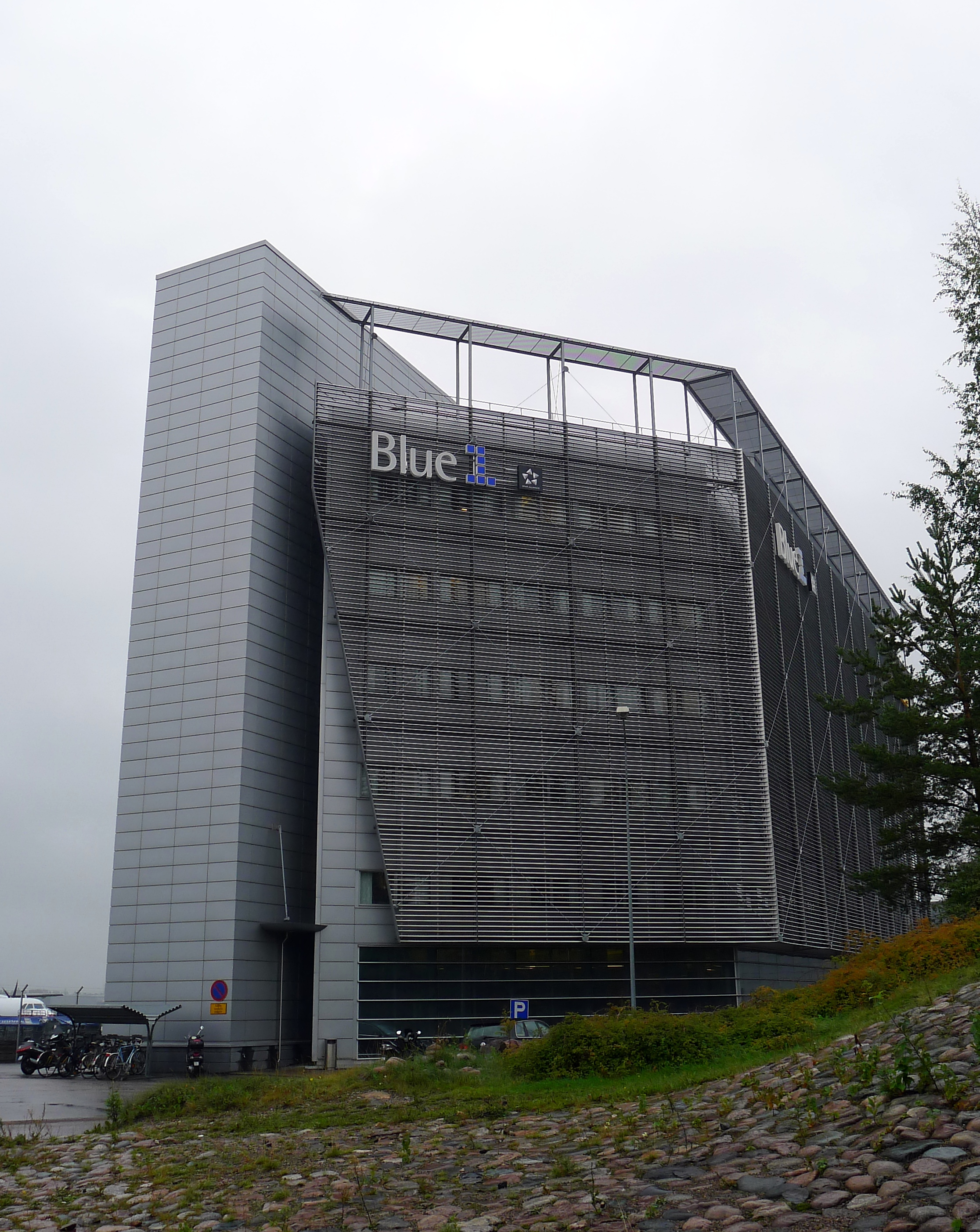
Blue1 head office

Blue1 — упразднённая региональная авиакомпания, основанная в Хельсинки в Финляндии; с 1998 года принадлежала авиакомпании Scandinavian Airlines System (SAS), базировалась в аэропорту Хельсинки-Вантаа.
Первая авиакомпания-дискаунтер Финляндии, основана в 1987 году как Air Botnia. 3 ноября 2004 года вошла в авиационный альянс Star Alliance.

## История
Blue1 была основана в 1988, тогда называлась Air Botnia. Основными направлениями полётов Blue1 были домашние, по Финляндии. В 1998 Blue1 стала полностью принадлежать компании Scandinavian Airlines System (SAS Group). В короткие сроки компания Blue1 завоевала устойчивые позиции на рынке как в Финляндии, так и на международной арене, став второй по величине авиакомпанией в Финляндии. Blue1 работает на внутренних маршрутах в пределах Финляндии, а также выполняет рейсы в Скандинавию и остальные страны Европы.
В июне 2014 года, в связи с тем, что материнская компания SAS решила сократить количество самолетов Blue one с 9 до 4 на линии Хельсинки-Стокгольм, компания начала переговоры по сокращению 160 человек персонала.
В октябре 2015 года руководство Scandinavian Airlines (SAS) объявило, что продаёт 100 % акций Blue1 в ирландскую авиакомпанию CityJet.

## Направления
С компанией Blue1 можно было летать из Хельсинки, Ваасы, Тампере и Турку прямыми рейсами в Стокгольм. Из Хельсинки и из Лаппеэнранты Blue1 также предлагала беспересадочные рейсы в Копенгаген. Далее, Blue1 выполняла прямые рейсы между Хельсинки, Гётеборгом и Осло. Кроме того, Blue1 предлагала беспересадочные рейсы в несколько европейских городов. Скандинавские транспортные узлы идеальны для стыковки со странами Европы, Дальнего Востока и США.
Также самолёты компании Blue1 летала по направлениям: Амстердам, Афины, Барселона, Берлин, Брюссель, Будапешт, Дублин, Гамбург, Киттила, Куопио, Лондон, Милан, Ницца, Оулу, Париж, Рим, Рованиеми, Варшава, Цюрих, Сплит.

## Флот

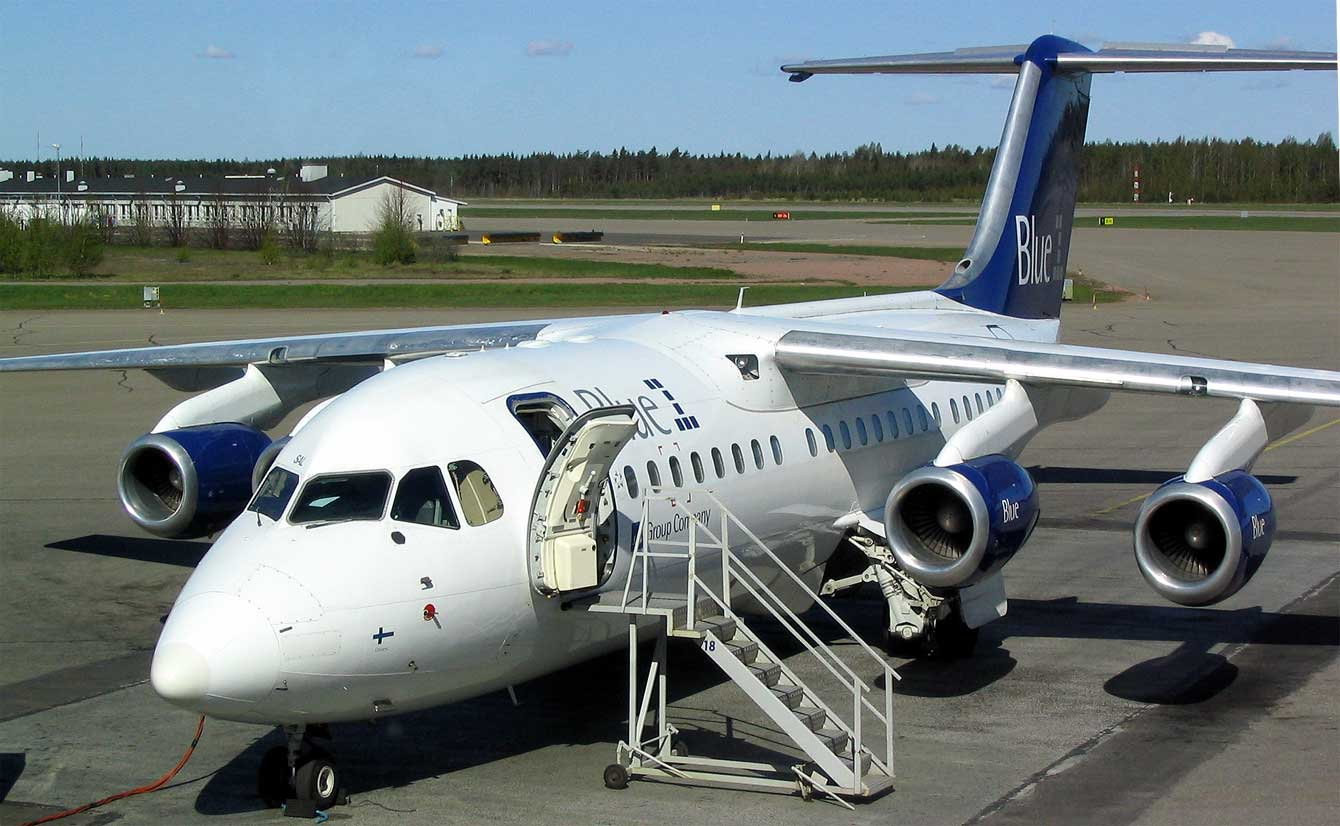
Avro RJ85, Турку

На февраль 2016 года операционная деятельность приостановлена в связи с реорганизацией компании. Воздушные суда поставлены на хранение или переданы.